# Никифор Фока Младший
Никифор Фока Младший, также известный как Никифор Фока Баритрахел, «Кривошеий» (греч. Νικηφόρος Φωκᾶς Βαρυτράχηλος; 960-е — 15 августа 1022) — византийский аристократ и магнат, последний значительный член семьи Фок, пытавшийся претендовать на императорский трон. Играл активную роль в неудавшемся восстании своего отца против Василия II в 987—989 годах.
Младший сын военачальника Варды Фоки Младшего и внучатый племянник императора Никифора II Фоки. О дате рождения и молодости мало сведений. В 970 году участвовал в неудавшемся восстании своего отца против императора Иоанна I. Никифора Фоку вместе с семьёй сослали на остров Хиос.
В 978 году Никифора вместе с отцом освободили. Участвовал в подавлении мятежа Варды Склира в 979 году. В дальнейшем участвовал в походах против Хамданидов. В 987 году поддержал отца в восстании против императора Василия II. Варда Фока отправил сына за помощью к Давиду III, царю Тао-Кларджети. В это время в Трапезунде высадился лоялистский военачальник Григорий Таронит. Никифор Фока при поддержке грузинских войск нанёс ему поражение. В этот момент ему пришло известие о подавлении восстания и гибели отца в битве при Абидосе.
Никифор Фока отправился в крепость Тиропойон, где соединился с братом Львом. В 989 году поддержал восстание Варды Склира против императора. Склир вскоре закончил восстание и сдался, поскольку был болен. Никифор Фока также сдался, получил помилование и сохранил все имения и доходы. Получил почётное звание патрикия. Не был допущен к участию в военных кампаниях против Болгарии. Жил преимущественно в своих имениях, иногда приезжал в Константинополь. В 1020 году к своему неудовольствие не получил разрешение императора участвовать в военной кампании на Кавказе.
В 1021 году поддержал восстание стратега фемы Анатолик Никифора Ксифия, который воспользовался походом императора Василия II против Георгия I, царя Кахетии, Картли и Абхазии. Фока получил поддержку родственников, захватил Каппадокию и планировал занять центральную часть Малой Азии, отрезав императора от Константинополя. В то же время вступил в союз с царём Георгием I. Восстание быстро распространилось, поскольку из-за преклонного возраста Василия II возобновилась внутренняя борьба за власть.
Впрочем Никифор Фока поссорился с Никифором Ксифием, который сам хотел стать императором. 15 августа 1022 состоялась встреча Фоки с Ксифием, во время которой Никифора Фоку убил один из людей Ксифия. Но по другой версии Фока погиб в результате заговора бывшего царя Васпуракана Сенекерима. Вскоре после этого восстание было подавлено.